# Partido Janamat
El Partido Janamat (en nepalí: जनमत पार्टी, lit. 'Partido de la Opinión Pública') es un partido político nepalí. El partido se formó en marzo de 2019 a partir de la disuelta Alianza por el Madhesh Independiente. Es uno de los siete partidos nacionales de Nepal y es el octavo partido más grande en la Cámara de Representantes desde las elecciones generales de 2022.
Desde su fundación únicamente han transcurrido una elección en los niveles nacional, provincial y municipal. Forma parte de la coalición del gobierno de Ram Chandra Poudel. La secretaria Anita Devi Sah ostenta la cartera del Ministerio de Asuntos Federales y Administración General.

## Historia

### Formación
Anteriormente conocida como Alianza para el Madhesh Independiente, fue formada por el exlíder secesionista CK Raut.Se formó tras firmar un acuerdo de 11 puntos con el gobierno de KP Oli y tuvo como resultado el fin de su movimiento separatista.El partido se formó el 18 de marzo de 2019 después de un cónclave de dos días celebrado del 17 al 18 de marzo frente a 50 delegados que representan a 22 distritos de la región de Terai en Nepal.Se formó un comité de tres miembros encabezado por Chandan Singh para implementar el acuerdo firmado con el gobierno. Con el objetivo de ampliar la fuerza del partido, también se formó un comité de trabajo central de 35 miembros bajo el liderazgo de Raut.

### Expansión del partido y las elecciones de 2022
El partido experimentó un desarrollo de organización partidista centrado principalmente en Lumbini y la provincia de Madhesh. Aunque el partido no pudo obtener el nivel de éxito esperado, pudo ganar dos municipios del distrito de Saptar. La aparición del partido Janamat redujo en gran medida los votos del PSP-N, quien era en ese momento el partido más grande de la provincia de Madhesh, quien tuvo que resignarse a la tercera posición.
El partido obtuvo 13 escaños en la asamblea provincial de Madhesh. El presidente del partido, CK Raut, ganó el distrito electoral Saptari 2, desafiando al presidente del PSP-N. El partido cruzó el umbral del 3% para poder acceder al Pratinidhi Sabha. El presidente del partido y líder principal del Congreso Nepalí, Bimalendra Nidhi, mantuvo conversaciones positivas con el partido sobre la futura formación de gobierno a nivel nacional y la asamblea provincial el 30 de noviembre de 2022.Durante las conversaciones, Raut dejó claro que creía firmemente en la democracia y estaba dispuesto a colaborar con el Congreso para formar un gobierno democrático.
| Fiesta Janamat (6)       | Fiesta Janamat (6)  | Fiesta Janamat (6)                           |
| Circunscripción/grupo PR | Miembro             | Portafolio y Responsabilidades / Comentarios |
| ------------------------ | ------------------- | -------------------------------------------- |
| Saptari 2                | Chandra Kant Raut   | - Líder del partido parlamentario            |
| musulmanes de Nepal      | Abdul Khan          | - Líder adjunto del partido parlamentario    |
| Pueblo madheshi          | Anita Devi Sah      | - Whip jefe                                  |
| Khas Arya                | Goma Labh           | - Whip                                       |
| Gente indígena           | Binita Kumari Singh |                                              |
| Gente indígena           | Sonu Murmu          |                                              |

## Desempeño electoral

### Elecciones generales
| Elección | Líder   | Votos de lista de partidos | Votos de lista de partidos | Asientos | Posición | Gobierno resultante   |
| Elección | Líder   | N.º                        | %                          | Asientos | Posición | Gobierno resultante   |
| -------- | ------- | -------------------------- | -------------------------- | -------- | -------- | --------------------- |
| 2022     | CK Raut | 394.655                    | 3.74                       | 6/275    | octavo   | Gobierno de coalición |

### elecciones provinciales
| Provincia | Elección | Votos de lista de partidos | Votos de lista de partidos | Asientos | Posición | Gobierno resultante   |
| Provincia | Elección | N.º                        | %                          | Asientos | Posición | Gobierno resultante   |
| --------- | -------- | -------------------------- | -------------------------- | -------- | -------- | --------------------- |
| Madhesh   | 2022     | 329,177                    | 15,78                      | 13/107   | Cuarto   | Gobierno de coalición |
| Lumbini   | 2022     | 81.605                     | 4.32                       | 3/87     | Sexto    | Oposición             |

| Elección | Líder   | Alcaldes/Presidentes | Concejales | Nivel local                                                            |
| -------- | ------- | -------------------- | ---------- | ---------------------------------------------------------------------- |
| 2022     | CK Raut | 2/753                | 96/35 907  | - Municipio rural de Balan-Bihul - Municipio de Hanumannagar Kankalini |

## Liderazgo

### Carteras de partidos[10]
| 1 | Presidente                 | CK Raut                   | 2019 |
| 2 | Secretario general         | Chandan Kumar Singh       | 2019 |
| 3 | Vicepresidente             | Abdul Khan                | 2019 |
| 3 | Vicepresidente             | Basant Kumar Kushwaha     | 2019 |
| 3 | Vicepresidente             | Dipak Kumar Sah           | 2019 |
| 3 | Vicepresidente             | Narendra Prasad Chaudhary | 2019 |
| 3 | Vicepresidente             | Babita Issar              | 2019 |
| 4 | secretario general adjunto | Indrajit Kumar Yadav      | 2019 |
| 5 | Tesorero                   | Surendra Narayan Yadav    | 2019 |
| 6 | Secretario                 | Anita Mandal              | 2019 |
| 6 | Secretario                 | Anita Devi Sah            | 2019 |
| 6 | Secretario                 | Bhopendra Prasad Yadav    | 2019 |
| 6 | Secretario                 | Radha Kumari Yadav        | 2019 |
| 6 | Secretario                 | Sanjay Kumar Yadav        | 2019 |
| 6 | Secretario                 | Hemlata Rajak             | 2019 |